# Élection gouvernorale de 2020 au New Hampshire
L'élection gouvernorale de 2020 au New Hampshire a lieu le 3 novembre 2020 afin d'élire le gouverneur de l'État américain du New Hampshire.
Le gouverneur sortant républicain Chris Sununu est réélu avec 65 % des voix.

## Contexte
Le gouverneur sortant républicain, Chris Sununu a été élu en 2016 puis réélu en 2018 et se représente pour un troisième mandat.

## Système électoral
Le gouverneur du New Hampshire est élu pour un mandat de deux ans au scrutin uninominal majoritaire à un tour.

## Primaire républicaine

### Candidats
- Karen Testerman, conseillère municipale de Franklin
- Nobody, activiste
- Chris Sununu, gouverneur sortant

### Résultats
| Candidat | Candidat            | Voix    | %     |  |
| -------- | ------------------- | ------- | ----- |  |
|          | Chris Sununu        | 130 703 | 89,67 |  |
|          | Karen Testerman     | 13 589  | 9,32  |  |
|          | Nobody              | 1 239   | 0,85  |  |
|          | Candidats par écrit | 96      | 0,06  |  |
|          |                     |         |       |  |
| Total    | Total               | 145 757 | 100   |  |

## Primaire démocrate

### Candidats
- Dan Feltes, chef de la majorité au Sénat du New Hampshire
- Andru Volinsky, membre du Conseil exécutif du New Hampshire

### Résultats
| Candidat | Candidat            | Voix    | %     |  |
| -------- | ------------------- | ------- | ----- |  |
|          | Dan Feltes          | 72 318  | 50,90 |  |
|          | Andru Volinsky      | 65 455  | 46,06 |  |
|          | Candidats par écrit | 4 321   | 3,04  |  |
|          |                     |         |       |  |
| Total    | Total               | 142 094 | 100   |  |

## Autres partis et candidats
- Darryl W. Perry, auteur (Parti libertarien)

## Résultats
| Candidat                 | Candidat                 | Parti                    | Voix      | %     |
| ------------------------ | ------------------------ | ------------------------ | --------- | ----- |
|                          | Chris Sununu             | Républicain              | 516 609   | 65,12 |
|                          | Dan Feltes               | Démocrate                | 264 639   | 33,36 |
|                          | Darryl W. Perry          | Libertarien              | 11 329    | 1,43  |
|                          | Candidats par écrit      | Candidats par écrit      | 683       | 0,09  |
|                          |                          |                          |           |       |
| Votes valides            | Votes valides            | Votes valides            | 793 260   | 97,40 |
| Votes blancs et nuls     | Votes blancs et nuls     | Votes blancs et nuls     | 21 189    | 2,60  |
| Total                    | Total                    | Total                    | 814 449   | 100   |
| Abstention               | Abstention               | Abstention               | 380 394   | 31,84 |
| Inscrits / participation | Inscrits / participation | Inscrits / participation | 1 194 843 | 68,16 |